# 岑春煊
岑春煊（1861年5月2日-1933年4月17日—），字云阶，壮族，广西西林人，清末民初中国政治人物，曾任护法军政府主席总裁。。

## 生平

### 发迹
岑春煊出身官宦世家，其父岑毓英曾任云贵总督。少年遊俠，放荡不羁，与瑞澄、劳子乔并称“京城三恶少”。光绪五年（1879年），捐官主事，光緒十一年（1885年）中举人，候任郎中。父死后，荫赏太仆寺少卿。光绪二十四年（1898年），岑春煊对策称旨，被光绪亲自破格提升为正二品的广东布政使，但岑历官不及三月，便与两广总督谭钟麟发生矛盾，改任甘肃按察使。
光绪二十六年（1900年），八国联军攻占北京，慈禧与光绪出逃，岑春煊首先率部勤王，因此获得慈禧的好感，因功授陕西巡抚，后调任山西巡抚，期间与李提摩太等人筹建山西大学堂。光绪二十八年（1902年），调任广东，未及上任，四川总督奎俊因镇压四川义和团不力而去职，岑春煊遂赴川署理总督。

### 两广总督

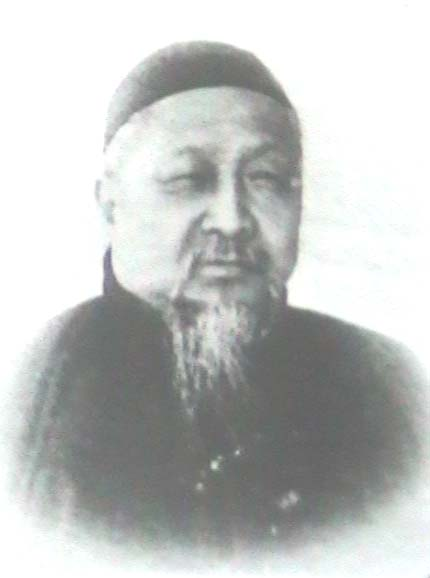

光绪二十九年（1903年），岑调任两广总督。次年上书请求立宪。光緒三十一年（1905年），又同袁世凯、张之洞等人上书请求废科举。光緒三十二年（1906年），他又支持张謇等人在上海组织预备立宪公会，并派幕僚郑孝胥出任会长，一时俨然成为立宪运动的领袖。
岑因有慈禧支持，在各地为官期间不惧权贵，弹劾并处罚了一大批买官而来的官员，尤其是逼令葡萄牙引渡裴景福和查办广州海关书办、驻比利时公使周荣曜两案尤其引人注目，但也因此开罪了这些官员的后台庆亲王奕劻，自此岑便联合军机大臣瞿鸿禨与庆亲王及其党袁世凯展开党争。

### 丁未党争
光绪三十二年（1906年），奕劻以云南片马民乱需要处理为由，将岑调任云贵总督，驱离权力中枢。岑遂称病拒不就任，停留上海，观望政局。不久，袁世凯在朝政倾轧中失利，自请开去本职以外一应兼差。岑认为时机已到，不再称病，於光绪三十三年5月3日(農曆三月廿一)，突然从汉口上京晋见慈禧，获授邮传部尚书，得以留京。一时岑、瞿声势大盛，隐然有独揽朝政之意。但旋即奕劻策劃陷害岑，密使人伪造岑与梁启超等人的合影，称其意图为戊戌变法翻案。形势自此一转即下，岑于四月二次被放为两广总督。途经上海时，岑重施故伎，称病不就职，不料慈禧旋即下旨，将其开缺。至此，党争以奕劻、袁世凯完全胜利告终。

### 辛亥革命
1911年9月15日，清廷发布紧急上谕，以“开缺两广总督”在沪上蛰居了四年的岑春煊“会同赵尔丰办理剿抚事宜”，“著由上海乘轮，即刻起程，毋稍迟延”。岑致电内阁，敦请朝廷“下诏罪己”，岑称，“总之不短少路股一钱，不妄戮无辜一人，必须双方并进，并于谕旨中稍加引咎之语，则群议自平；而给还全股，出自朝廷特恩，各路人民，必欢欣鼓舞”。岑议一出，朝野轰动，清廷中“剿抚”两派都大为震怒。这完全与在野的立宪派党人立场一致。9月下旬，岑春煊抵达武漢，与瑞澂言川事，知朝中大臣与之意见全然相左，遂向清廷电请辞职。10月初朝廷下旨同意。10月10日，岑春煊还在武昌夜宿。是夜武昌起義，城中枪声大作，岑春煊“安卧如故”。次日晨，岑春煊遣人买舟渡江，再乘轮返回上海，“沿途阅报，知民军已举黎元洪出任都督，革命由此告成矣”。

### 民国时期

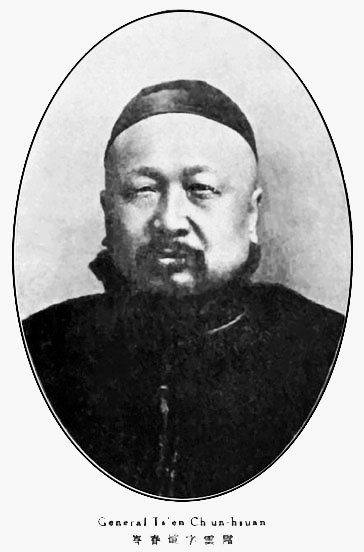
岑春煊

民国成立后，岑春煊任川粵汉铁路督办，自宋教仁被刺、善后大借款二事相继，北京临时政府有与南方兵戎相見危机，岑春煊向袁世凯要求“和平解决南北冲突”，1913年5月，他和章太炎等人到武昌見黎元洪，冀望调停，阻止战争，但是事与愿違，岑春煊更愤然辞去总办。7月22日，他被革命党人推为讨袁军大元帅。“二次革命”失败后，遭袁通缉，逃亡南洋。
1915年，袁世凯称帝，护国战争开始。革命党人李根源派代表去南洋请岑春煊回国。
1916年1月4日，回上海，与梁启超共同商议如何反袁。写信劝旧部陆荣廷宣布广西独立，也劝旧部龙济光宣布广东独立。4月19日到广东肇庆，与梁启超、陆荣廷等人参与护国军政府之成立。5月1日，两广护国军都司令部成立，岑春煊被推为都司令，梁启超为都参谋。岑在就职宣言中说：“然而必有以答天下之督责，不负两广之委托者，惟有两言：袁世凯生，我必死；袁世凯死，我则生耳！”8日，又任军务院副抚军長。6月6日，袁世凯病死，黎元洪继任总统，军务院遂于7月14日宣布撤销，两广都司令部又于9月10日龙济光交出督军印后结束，10月4日，岑春煊便放下责任回广西。
1917年9月，护法战争爆发后，岑春煊在上海，时常与冯国璋、陆荣廷、唐继堯往來通电，斡旋南北两方。1918年2月，岑春煊向南方提出四点和谈方案，章太炎非常不满，大骂岑春煊因人成事，老姦误国。5月20日，护法军政府改组，岑春煊当选七总裁之一，7月3日，他由上海抵達广州，翌日（4日），他宣告就任政务总裁。1920年军政府解散，通电辞职，隐居上海。
1933年4月27日逝世。著有《乐斋漫笔》。

## 亲属
- 与唐绍仪是儿女亲家，其子岑德广娶唐的女儿为妻。
- 弟岑春蓂（1868－1944），历任湖北按察使、贵州巡抚。1909年调任湖南巡抚，次年长沙抢米风潮后被革职。
- 外孙女于立忱、于立群分别是郭沫若的情人和妻子。
- 曾孫岑延威曾任香港建築師學會副會長、公共專業聯盟及公民黨成員。

## 评价
岑春煊为广西人，又曾任两广总督，被认为是民国桂系的奠基人。
岑春煊任職四川總督期间，严肃吏制，建立警察制度，一举弹劾四十餘名官员，人送绰号“官屠”，与“財屠”张之洞、“民屠”袁世凯并称“清末三屠”。

## 延伸阅读
- 聞少華「岑春煊」中国社会科学院近代史研究所. . 中華書局. 1980.
- 徐友春主編. . 河北人民出版社. 2007. ISBN 978-7-202-03014-1.
- 劉寿林等編. . 中華書局. 1995. ISBN 7-101-01320-1.